# Attagenus undulatus
Attagenus undulatus är en skalbaggsart som först beskrevs av Victor Ivanovitsch Motschulsky 1858.  Attagenus undulatus ingår i släktet Attagenus och familjen ängrar. Inga underarter finns listade i Catalogue of Life.